# Liolaemus hatcheri
Liolaemus hatcheri är en ödleart som beskrevs av  Leonhard Hess Stejneger 1982. Liolaemus hatcheri ingår i släktet Liolaemus och familjen Tropiduridae. Inga underarter finns listade i Catalogue of Life.